# Gieselegg
Gieselegg ist eine Ortschaft in der Gemeinde Wies im Bezirk Deutschlandsberg, Steiermark.
Die Ortschaft nördlich von Wies befindet sich auch nördlich des Tals der Weißen Sulm auf einem sanften Höhenrücken. Am 1. Jänner 2024 zählte die Ortschaft 55 Einwohner.